# Trapezites waterhousei
Trapezites waterhousei là một loài bướm ngày thuộc họ Bướm nhảy. Loài này có ở Tây Úc.
Sải cánh dài khoảng 25 mm.
Ấu trùng ăn Xerolirion divaricata.